# Jacamar sombre
Brachygalba salmoni
Espèce
Statut de conservation UICN

 LC  : Préoccupation mineure
Le Jacamar sombre (Brachygalba salmoni) est une espèce d'oiseaux de la famille des galbulidés (ou Galbulidae).